# Marcus Buchecha
Marcus Vinicius Oliveira de Almeida, também conhecido como Buchecha (Santos, 8 de janeiro de 1990) é um lutador brasileiro de Brazilian Jiu Jitsu campeão mundial em sua categoria e no absoluto. Buchecha é um faixa preta do mestre Rodrigo Cavaca e compete pela academia Checkmat. Rodrigo Cavaca deu o apelido de Buchecha, pelo fato de Almeida ter suas bochechas grandes. Buchecha também é lutador de MMA e atualmente luta no ONE FC.

## Campeonato Mundial de Jiu-Jitsu
Buchecha é conhecido por ter conseguido ser campeão mundial de jiu-jitsu em todas as faixas (branca, azul, roxa, marrom e preta).
No ano de 2011, Buchecha ficou com a medalha de prata após perder por pontos para o brasileiro Leonardo Pires Nogueira da academia Alliance.
No ano seguinte iniciou-se a carreira vitoriosa de Buchecha. Buchecha conseguiu sair vitorioso nas categorias "Absoluto" e "Pesadíssimo", vencendo seu carrasco Leonardo Pires Nogueira e Léo Leite, respectivamente.
Em 2013, Buchecha sagrou-se campeão das mesmas categorias que havia vencido no ano anterior. Buchecha venceu seu mestre Rodrigo Cavaca nos pesadíssimos e Rodolfo Vieira no Absoluto.
Em 2014, Buchecha conseguiu o tricampeonato nas duas categorias em que disputou, porém a luta mais marcante foi pelo absoluto quando enfrentou o amigo Rodolfo Vieira novamente. Após Rodolfo começar mais ativo, aos exatos 5 minutos Buchecha conseguiu a queda e ficou trabalhando na meia-guarda até o fim da luta, sagrando-se tricampeão no Absoluto.
Em 2015, Buchecha se lesionou durante a luta contra Ricardo Evangelista e foi eliminado da competição, adiando o tetra campeonato.
Em 2016, conseguiu ser campeão mundial da categoria pesadíssimo e absoluto, no absoluto ele enfrentou e ganhou da grande surpresa e revelação do Mundial Erberth Santos de Mesquita, em uma luta equilibrada até os últimos minutos, Buchecha conseguiu uma raspagem nos minutos final e sagrou-se campeão.
Em 2017, Buchecha foi novamente campeão na categoria e no absoluto, tendo enfrentado Leandro Lo na final do absoluto.

## Metamoris
No dia 14 de outubro de 2012, Buchecha fez o combate que talvez seria um dos mais esperados dos últimos anos, enfrentando o multi-campeão mundial, Roger Gracie.
A luta era válida pela primeira edição do Metamoris, evento de grappling criado por Ralek Gracie que contava com um round de 20 minutos, caso não houvesse finalização nesse tempo a luta era declarada empate, sem pontos.
Após um combate muito técnico, a luta terminou empatada, sem finalizações.
O evento de jiu-jitsu Gracie Pro realizado em 2017 na cidade do Rio de Janeiro, em sua primeira edição, que teve como um dos principais combates do evento, os atletas da modalidade Roger Gracie x Marcus ‘Buchecha', terminado com a vitória de Roger Gracie.
No ADCC do ano de 2019, Buchecha era um dos favoritos para vencer o maior evento de lutas agarradas do mundo, mas acabou perdendo para o jovem e campeão do evento Kaynan Duarte em uma luta equilibrada.
Em 2020 Buchecha se pronunciou e informou que irá lutar MMA.

## Ver Também
- Leandro Vieira
- André Galvão
- Léo Vieira
- Gustavo Batista